# Alessandra Visconti
Alessandra Visconti (Torino, 21 gennaio 1987) è un'ex cestista italiana.

## Carriera
Ala-centro di 187 cm, ha giocato in Serie A1 con Schio, Umbertide e Cagliari.